# Alfonso Wong
Alfonso Wong (xinès simplificat: 王家禧, pinyin: Wáng Jiāxǐ; 27 de maig de 1923 - 1 de gener de 2017), també conegut com Wong Chak, va ser dibuixant de còmics de Hong Kong que va crear una de les historietes més longeves de la història del manhua, Old Master Q, que es va popularitzar arreu d'Àsia.
Wong va nàixer a Tientsin, República de la Xina. Va estudiar art occidental a la Universitat Catòlica Fu Jen, amb seu a Pequín, i va acabar l'escola el 1944. El 1956 es va traslladar al sud cap al Hong Kong britànic. Va fer dibuixos per a Bíbliesper encàrrec d'un missioner catòlic francés de la colònia, i també es va convertir en l'editor d'art de la revista catòlica de Hong Kong, Lok Fung Pao.
Wong es va fer molt conegut el 1961 quan comença a dibuixar el manhua Old Master Q. El còmic va ser una de les obres més influents a Hong Kong i era popular a tot Àsia. Va expressar les opinions dels ciutadans en un sentit còmic en un moment en què els humoristes evitaven qüestions polítiques controvertides. Des de la integració amb els xinesos de la República Popular fins a la bretxa educativa, hi havia poques limitacions a l'hora de tractar temes sensibles a les seues històries. El còmic fou popular durant més de 40 anys, sobrepassant la competència d'altres manhua fets a Hong Kong i els manga japonesos. S'hi han realitzat adaptacions cinematogràciques, animades i altres obres de ficció amb els seus personatges. Posteriorment, va emigrar als Estats Units i es va retirar a mitjans dels anys noranta.
En una exposició sobre la seua persona, el Centre d'Arts de Hong Kong considerà la seua obra "una memòria col·lectiva de les comunitats de parla xinesa de tot el món". Sotheby's i Christie's han exposat peces originals de l'obra de Wong.

## Vida personal
Wong era ambidiextre (és a dir, era capaç de dibuixar amb les dues mans) i li agradava especialment dibuixar peixos. Va utilitzar el nom del seu fill major Wong Chak per a signar els seus treballs, i va renunciar al còmic el 1995. Wong va morir l'1 de gener de 2017, als 93 anys.
El seu pare fou el senyor de la guerra manxú Wang Chengbin.